# Elyptron cinctum
Elyptron cinctum là một loài bướm đêm trong họ Noctuidae.